# Regent (blauw druivenras)

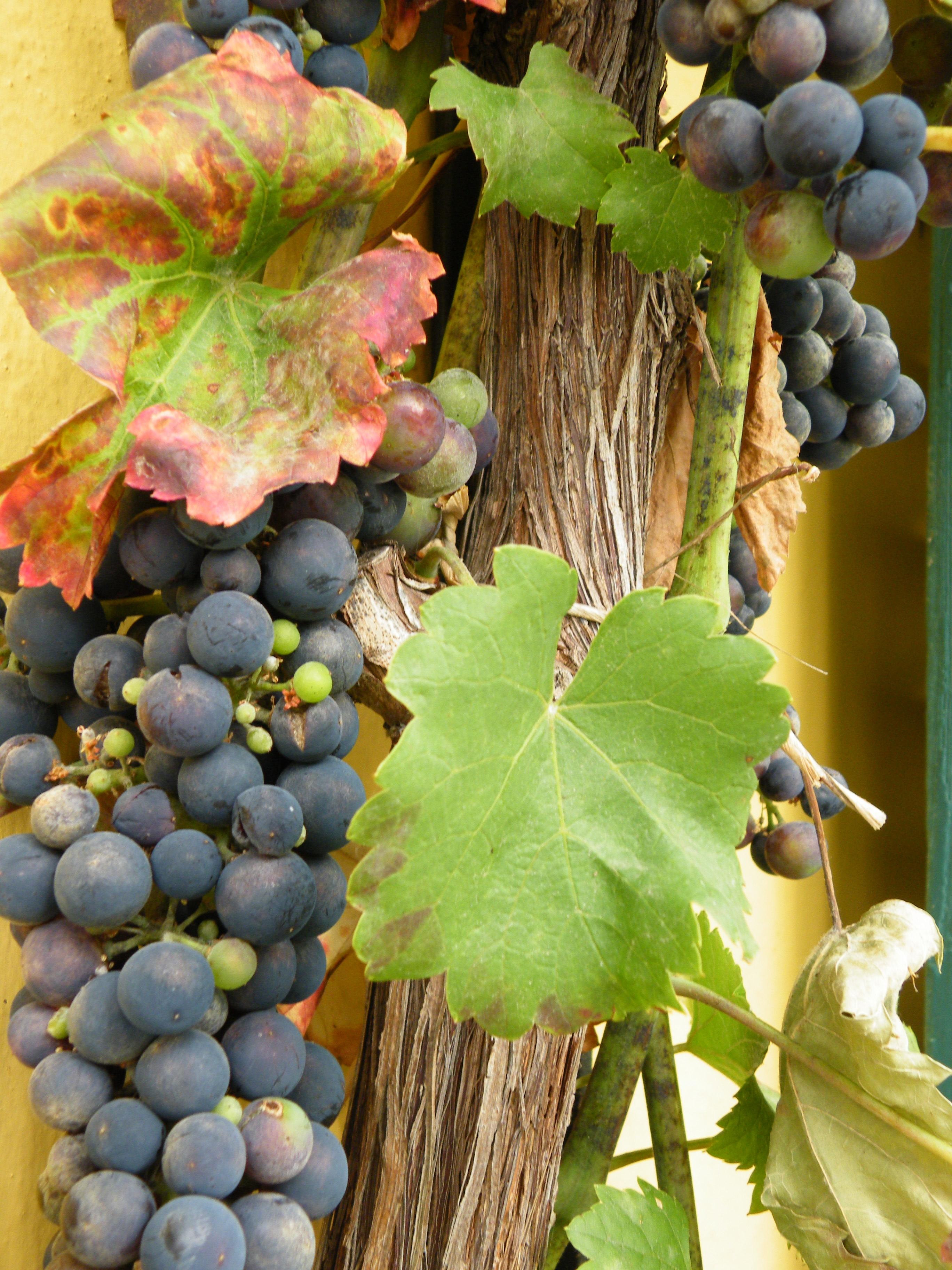
Regent druif

Regent is een Duits druivenras, dat is ontstaan uit een kruising van Diana (Silvaner x Müller-Thurgau) x Chambourcin. De kruising werd in 1967 uitgevoerd door prof. dr. Gerhardt Alleweldt (1927-2005) aan het Instituut Geilweilerhof in Siebeldingen in Rijnland-Palts.
Nadat het ras aanvankelijk onder het onderzoeksnummer ‘Geilweilerhof 67-198-3’ is beproefd, is dit ras onder de naam Regent geïntroduceerd. Op 4 maart 1994 werd in Duitsland kwekersrecht verleend. Communautair kwekersrecht werd op 15 oktober 1996 verleend.
Door het erfgoed van de Chambourcin-druif, heeft de Regent een behoorlijke resistentie tegen twee belangrijke schimmelziekten: echte meeldauw en valse meeldauw. Door een andere belangrijke eigenschap, namelijk vroegrijpheid, is Regent ook onder Nederlandse omstandigheden goed te telen en worden de druiven elk jaar (ook in slechte zomers) voldoende rijp voor de wijnproductie.
Door het beschikbaar komen van nieuwe resistente en vroegrijpende rassen, zoals Regent, heeft de wijnbouw in Nederland sinds eind jaren 90 een grote opleving gekend. Diverse hobby-wijngaarden groeiden uit tot commerciële wijngaarden en er werden nieuwe commerciële wijngaarden gesticht. Veel Nederlandse commerciële wijngaarden draaien op een combinatie van wijnproductie, de inzet van vrijwilligers en agro-toerisme.
Regent is in de Nederlandse wijngaarden sinds eind jaren negentig het belangrijkste ras voor de productie van rode wijn. Ook in Duitsland neemt het areaal toe en is Regent binnen de groep van resistente druivenrassen het belangrijkste ras.
Het ras geeft kleine tot middelgrote blauwe bessen aan kleine tot middelgrote enigszins compacte trossen. De bessen rijpen in Nederland vanaf eind september en worden erg zoet met een kruidige smaak. De stokken groeien sterk met een half-rechtopgaande groeiwijze. De bladeren kleuren in de herfst mooi rood. Op winderige en koele plekken kan de vruchtzetting te wensen over laten. De mate van resistentie tegen de echte en valse meeldauwschimmels is redelijk tot goed. Bij een hoge infectiedruk of onder ongunstige omstandigheden kan wel aantasting optreden, doch deze is dan gewoonlijk minder hevig dan bij niet-resistente rassen.
In de eerste jaren heeft Regent vaak last van verkleuring van de bladeren als gevolg van een magnesiumgebrek, een eigenschap die hij heeft geërfd van Chambourcin.
Regent geeft zeer donkere tanninerijke wijnen met aroma’s van bosvruchten (wijntype Bordeaux). Door de grote hoeveelheden tanninen, wordt de wijn van Regent vaak moeilijk toegankelijk bevonden.
Alhoewel Regent in particuliere tuinen ook kan gebruikt worden als tafeldruif, zijn hiervoor betere (vroegrijpende resistente) rassen beschikbaar. De bessen en de trossen van Regent zijn als tafeldruif eigenlijk te klein en alhoewel het vruchtvlees heel zoet wordt, is bij een tafeldruif stevig knapperig vruchtvlees meer gewenst.